# David Pulkrábek
David Pulkrábek (* 30. října 1993 Nové Město na Moravě) je český reprezentant v judu. Je držitelem zlaté medaile z olympijských her mládeže v Singapuru.

## Sportovní kariéra
S judem začal v 6 letech ve Žďáru nad Sázavou. Vrcholově se judu začal věnovat v Plzni pod vedením Jiřího Dolejše, kam přestoupil na sportovní školu.
V roce 2010 na sebe strhnul pozornost médií vítězstvím na mládežnických olympijských hrách v Singapuru. Tehdy měl za sebou již úspěch v podobě stříbrné medaile z mistrovství Evropy dorostenců, ale mezi juniory se neprosazoval podle představ. Podobně rozpačitě zatím zvládá přechod mezi seniory. Je nižší postavy a tento deficit se snaží kompenzovat rychlostí a kontrachvaty. Má šikovné nohy a vhodně volí taktiku tj. trénink soustředí na techniky paží s pěkným levým ippon seoi-nage. Jako jediný český judista si troufá na vrcholové úrovni o reverse-seio-nage (po korejsku). Zajímavá i jeho kombinace uki-waza + kata-guruma. Na úchopu je však poměrně slabý – z pravého úchopu není jako levák schopen provádět techniky aši-waza (např. o-soto-gari) a to ho do značné míry omezuje. Často doplácí na unáhlenost.
V roce 2013 se stal ještě jako junior stabilním členem české seniorské reprezentace. Na březnovém varšavském světovém poháru si zajistil nominaci na mistrovství Evropy, kde nestačil v prvním kole na později stříbrného Švýcara Chammartina. Zbytek sezony však laboroval se zraněními a připravil se o zajímavé výsledky na juniorských turnajích.
V roce 2014 hned úvod zabodoval na pařížském turnaji, ale zbytek roku se trápil. O pěkný výsledek se připravil hrubou chybou v prvním kole na mistrovství světa a podobně skončil v prvním kole na mistrovství Evropy do 23 let. Zabodoval opět až v závěru sezony, kdy mu na Kano cupu jen o kousek štěstí uniklo semifinále (ve druhém kole vyřadil aktuálního mistra světa Boldbátara).

## Výsledky
| Olympijské hry     | —   |     |   |     | —   |     |     |     | — |     |     |     |  |  |  |  |  |  |  |  |  |  |  |  |  |  |  |  |
| Mistrovství světa  |     | —   | — | —   |     | —   | úč. | —   |   | úč. | úč. |     |  |  |  |  |  |  |  |  |  |  |  |  |  |  |  |  |
| Evropské hry       |     |     |   |     |     |     |     | —   |   |     |     | úč. |  |  |  |  |  |  |  |  |  |  |  |  |  |  |  |  |
| Mistrovství Evropy | —   | —   | — | —   | —   | úč. | úč. | —   | — | úč. | —   | úč. |  |  |  |  |  |  |  |  |  |  |  |  |  |  |  |  |
| ME do 23 let       | —   | —   | — | —   | úč. | —   | úč. | úč. |   |     |     |     |  |  |  |  |  |  |  |  |  |  |  |  |  |  |  |  |
| MS juniorů         | —   | —   | — | 7.  |     | —   |     |     |   |     |     |     |  |  |  |  |  |  |  |  |  |  |  |  |  |  |  |  |
| ME juniorů         | —   | —   | — | úč. | úč. | úč. |     |     |   |     |     |     |  |  |  |  |  |  |  |  |  |  |  |  |  |  |  |  |
| MS dorostenců      |     | úč. |   |     |     |     |     |     |   |     |     |     |  |  |  |  |  |  |  |  |  |  |  |  |  |  |  |  |
| ME dorostenců      | úč. | 2.  |   |     |     |     |     |     |   |     |     |     |  |  |  |  |  |  |  |  |  |  |  |  |  |  |  |  |